# RW Волка
RW Волка (лат. RW Lupi), HD 126387 — двойная звезда в созвездии Волка на расстоянии (вычисленном из значения параллакса) приблизительно 2315 световых лет (около 710 парсеков) от Солнца. Видимая звёздная величина звезды — от +13m до +9,9m.

## Характеристики
Первый компонент — красная пульсирующая переменная звезда, мирида (M) спектрального класса Mb или M3-M5. Масса — около 0,702 солнечной, радиус — около 335,16 солнечных, светимость — около 4734 солнечных. Эффективная температура — около 3298 K.
Второй компонент — красный карлик спектрального класса M. Масса — около 146,33 юпитерианских (0,1397 солнечной). Удалён на 1,329 а.е..